# Marie-Anne Chapdelaine
Pour les articles homonymes, voir Chapdelaine.
Marie-Anne Chapdelaine est une femme politique française, née le 20 mars 1962 à Revin (Ardennes). Membre du Parti socialiste, elle est députée de la première circonscription d'Ille-et-Vilaine de 2012 à 2017.

## Biographie
Marie-Anne Chapdelaine s'engage comme militante au PS en 1978. Après avoir déménagé à Rennes dans les années 1990, elle obtient son premier mandat électoral en étant élue au conseil municipal de Rennes lors des élections municipales françaises de 2001, sur la liste d'Edmond Hervé. Elle est réélue en 2008 avec Daniel Delaveau et devient adjointe au maire.
Pour l'année 2012, elle se porte candidate à la députation dans la première circonscription d'Ille-et-Vilaine nouvellement redécoupée, que le PS avait réservée à une femme. Elle remporte la primaire interne contre Sylvie Robert, vice-présidente de Rennes métropole, du conseil régional de Bretagne et Secrétaire nationale du PS à la culture, présentée comme favorite. La primaire est décrite par Le Télégramme comme « tendue ». Le soutien du secrétaire de la fédération lui aurait été décisif selon Ouest-France et Le Télégramme. Elle a remporté 125 voix contre 88 pour sa concurrente, 5 abstentions  et une participation des militants de 89 %.
Lors de l'élection même, elle affronte la candidature dissidente du député socialiste sortant de la circonscription, Jean-Michel Boucheron, qui s'annonce le 11 mai 2012. Il n'est soutenu par aucun des socialistes élus dans la région. Elle obtient le 10 juin 17 168 voix, soit 35,13 %, et 9 000 de plus que lui, alors que Jean-Michel Boucheron se classant troisième ne peut participer, avec l'abstention, au second tour. La semaine suivante, elle remporte le second tour avec 66,63 % des voix contre Grégoire Le Blond, le maire centre-droit de Chantepie.
Marie-Anne Chapdelainefait partie de La Gauche forte, qui est un club de réflexion interne au Parti socialiste créé en janvier 2013 pour constituer une cellule de riposte aux arguments du Front national et à la droitisation d'une partie de l'UMP. Avec Yann Galut, Alexis Bachelay, et Colette Capdevielle, ils demandent à Nicolas Sarkozy de renoncer à ses privilèges d'ancien Président de la République française. 
Elle est battue lors des élections législatives françaises de 2017 en se classant en 3e place du premier tour, derrière Mustapha Laabid (LRM) et Grégoire Leblond (UDI). Perdant son dernier mandat électoral, elle se retrouve sans emploi.
Elle est considérée comme proche de Ségolène Royal.

## Mandats
Députée
- 20 juin 2012 – 20 juin 2017 : députée de la première circonscription d'Ille-et-Vilaine

Conseiller municipal / maire
- 2001 – 2008 : conseillère municipale de Rennes, chargée de l'égalité et de l'intégration[2] ;
- 2008 – 2012 : adjointe au maire de Rennes, déléguée à l'égalité des droits et à la laïcité et chargée de la prévention des risques des immeubles[16].
- 2012 – 2014 : conseillère municipale de Rennes[17].

Mandats intercommunaux
- Conseillère communautaire de la Communauté d'agglomération de Rennes Métropole (2008-2014)

Autres mandats
Le 12 octobre 2012 elle est nommée présidente du Conseil supérieur de l'adoption.